# Stictoptera variegata
Stictoptera variegata är en fjärilsart som beskrevs av George Francis Hampson 1912. Stictoptera variegata ingår i släktet Stictoptera och familjen nattflyn. Inga underarter finns listade i Catalogue of Life.